# 日恵野晃
日恵野 晃（ひえの あきら、1928年7月20日 - 没年不詳）は、日本の俳優。本名は同じ。
東京府東京市（現：東京都）出身。学習院大学卒業。新倉事務所に所属していた。

## 出演

### テレビドラマ
NHK
- バラエティ（1953年）
  - 初夏はきまぐれ - 男
  - 西部は踊る
- 子供ドラマ / マッチ売りの少女（1953年） - 紳士
- 連続ドラマ / 父の心配（1954年） - 横井
- テレビ偉人伝 リンカーン（1960年）
- あすをつげる鐘 近代教育の父 ペスタロッチ（1961年）
- テレビ劇場 / 悪魔（1963年） - 中川
- ひょっこりひょうたん島（1964年） - アルセーヌ・クッペパン（声の出演）
- NHK劇場 / 穴の中（1965年）
- アイウエオ（1967年）
- 銀河ドラマ / 朱鷺の墓（1970年） - 荒井
- 大河ドラマ
  - 勝海舟（1974年）
  - 花神 第9話「イネの恋」（1977年） - 田原七左衛門
  - 山河燃ゆ（1984年） - 刑事
- すみれさんが行く（1985年3月25日） - 吉田辰夫
- 連続テレビ小説 / はね駒 第104話（1986年）

NTV
- 愛の劇場 第58回「いちたすいちは?」（1960年）
- 火曜日の女シリーズ / ある朝、突然に…（1972年）
- 太陽にほえろ!
  - 第207話「絶叫」（1976年）
  - 第238話「東京上空17時00分」（1977年） - 斎村プロダクション関係者
  - 第268話「偶然」（1977年） - 森田課長（興東物産経理課）
  - 第589話「共謀」（1984年） - サラリーマン（尾崎の愛人）
- 俺たちの朝 第42話「芸術の秋とチャンスとどうしてこうなるの？」（1977年） - 洋品店店長
- 大追跡 第13話「横浜チンピラ・ブギ」（1978年）
- 新五捕物帳 第88話「青春情話」（1979年） - 伊助
- 熱中時代 先生編 第2シリーズ 第23話「遺言と大喰い競争」（1980年） - 医師
- 木曜ゴールデンドラマ / 東京大地震マグニチュード8.1（1980年）
- 火曜サスペンス劇場 / モナ・リザの身代金（1983年）

KR → TBS
- コメディ / 愉快な家族（1955年）
- 日立劇場 / 終電車脱線す（1960年）
- スチール・スター劇場 第23回「私のダイヤモンド」（1960年）
- 近鉄金曜劇場
  - 蔦（1961年）
  - 善魔（1962年）
- 七人の刑事
  - 第1シーズン 第65話「きよしこの夜」（1962年）
  - 第2シーズン 第239話「狼が来た」（1966年）
- アジアの曙（1964年）
- ウルトラQ 第24話「ゴーガの像」（1966年 ）- ゼロ
- ああ!夫婦 第1シリーズ 第18話「社用亭主」（1966年）
- 渥美清の泣いてたまるか（1967年）
  - 第32話「リモコン亭主」
  - 第45話「先生、初恋の人に逢う」
  - 第54話「先生、泣いてたまるか」
- サインはV（1969年） - 立木大和の課長
- 木下恵介・人間の歌シリーズ / 俄 -浪華遊侠伝-（1970年）
- 天皇の世紀 第一部 第5話「大獄」（1971年）
- 事件狩り 第10話「うそ」（1974年）
- 金曜ドラマ / あにき 第1話（1977年） - 草野
- 花王愛の劇場 / 声・赤い耳鳴り（1978年） - 村岡辰男
- 遙かなりマイ・ラブ（1981年） - 編集局長
- 想い出づくり。 第2話「やっつけたい、あいつ。」（1981年）
- 日立テレビシティ / 1980アイコ十六歳 - 校長先生
  - アイコ十六歳（1982年）
  - アイコ十七歳（1984年）
- ザ・サスペンス 十津川警部シリーズ 第3作「四国連絡特急殺人事件」（1983年）
- 昭和史ドラマシリーズ / 子どもが「少国民」といわれたころ（1984年）
- テレビ小説 / 一度は有る事（1984年）
- そして戦争が終った（1985年） - 石黒忠篤

CX
- これが真実だ 第40話「スパイ・ゾルゲ」（1960年）
- 侍 第15回「畏れ多くも将軍家」（1961年）
- 東芝土曜劇場 / 裏側の絵（1961年）
- シオノギテレビ劇場 / お富の貞操（1966年）
- 三匹の侍（1967年）
- 駆け込みビル7号室（1979年）

NET→ANB
- 女の劇場 / 希望（1961年）
- お気に召すまま 第5話「幽霊会社」（1962年）
- 東芝日曜劇場 / 人間の土地（1962年）
- ナショナル日曜観劇会 / 幕末出世物語（1962年）
- 短い短い物語（1963年）
- 幻のタンゴ（1963年）
- 特別機動捜査隊
  - 第130話「ぽんこつ」（1964年）
  - 第143話「叙勲」（1964年）- 三原
  - 第243話「夜の国道一号線」（1966年）
  - 第333話「夜明け前の故郷」（1968年） - 平林
  - 第512話「高倉主任誕生」（1971年） - 細野
  - 第585話「華麗なる貧困」（1973年） - 安土
  - 第633話「サソリ座の女」（1973年）
- 徳川家康（1964年）
- アスファルトジャングル（1965年）
- ポーラ名作劇場 / いのちある日を（1965年）
- 氷点（1966年）
- ナショナルゴールデン劇場
  - いまに陽が昇る（1967年）
  - 十一番目の志士（1968年）
- 恋はいろいろ 恋人達シリーズ（1967年）
- 挑戦者 続・ある勇気の記録（1967年）
- 大忠臣蔵（1971年） - 御典医
- 荒野の素浪人 第1シリーズ 第19話「陰謀 地獄川の大喧嘩」（1972年）
- 天まであがれ（1974年 - 1975年） - 伊藤
- チェックメイト78 第18話「警部とファラオの呪い」（1978年）
- 吉宗評判記 暴れん坊将軍 第80話「暴走! 旗本八万騎」（1979年） - 多田伝八郎
- 江戸の牙 第4話「逆転! 八万両の行方」（1979年）
- ザ・ハングマン 燃える事件簿 第13話「女ハングマン暁に死す」（1981年） - 平岡流幹部

12ch
- テレビ芸術座 / 仰げば尊し（1964年）
- 大江戸捜査網
  - 第408話「御前試合が暴く謎の金脈」（1979年） - 甲州屋市兵衛
  - 第417話「五ツ刻の鐘は殺しの調べ」（1979年） - 久兵衛
  - 第426話「復讐に賭けた娘の純愛」（1980年） - 近江屋
  - 第454話「無情 巾着切りの涙」（1980年） - 三澤屋
  - 第475話「花吹雪炎に舞う 一番纏」（1981年） - 木曽屋
- そば屋梅吉捕物帳 第10話「おんな狩り」（1979年） - 大和屋

### 映画
- 赤線基地（1953年） - 河那辺健吉
- 未来につながる子ら（1962年） - 浅川教務主任
- 小林多喜二（1974年） - 芥川龍之介

### 人形劇
- ひょっこりひょうたん島（1964年） - アルセーヌ・クッペパン